# ウジェーヌ・ルフェーブル

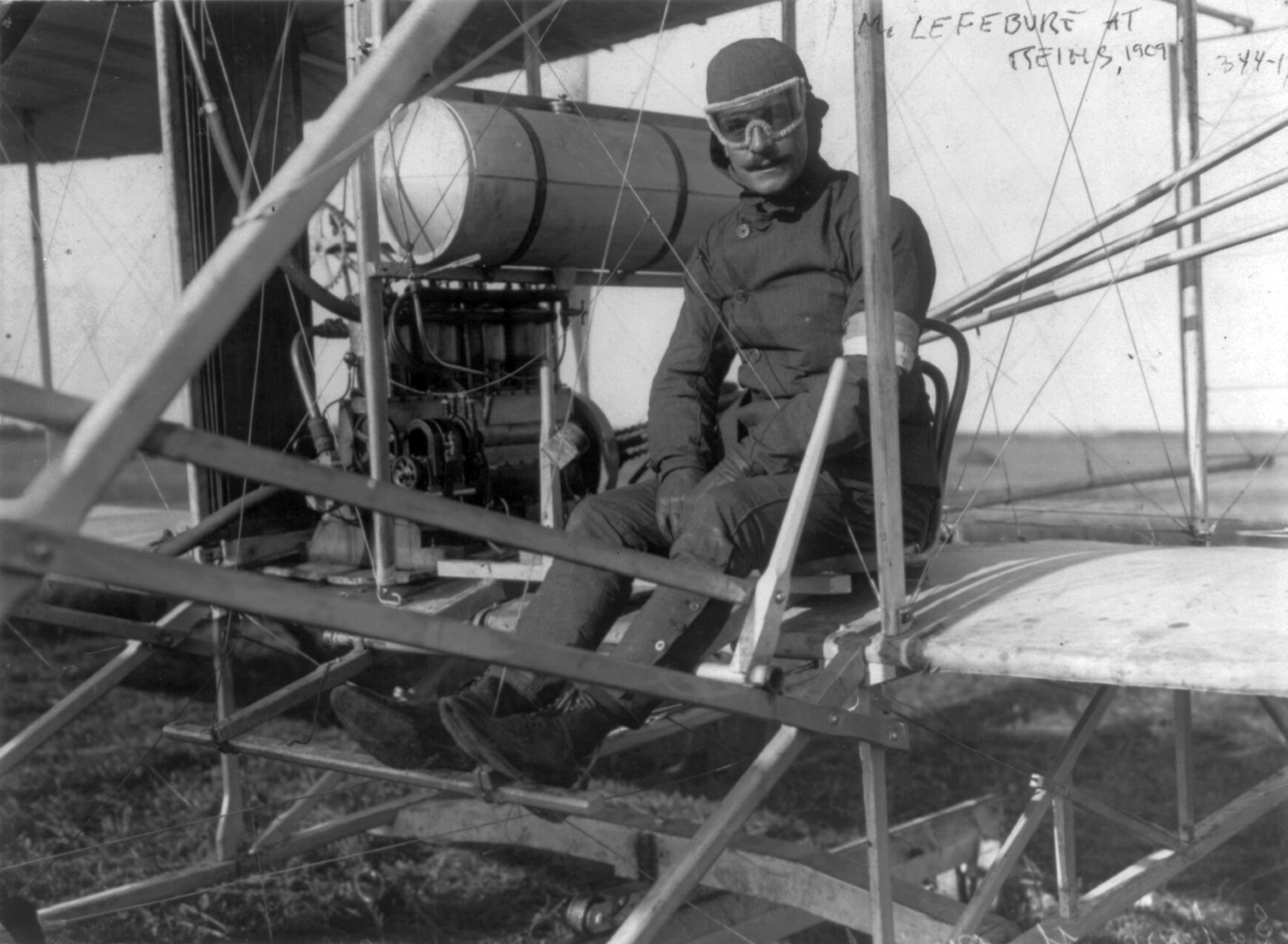
1909年のランスでのルフェーブル

ウジェーヌ・ルフェーブル（Eugène Lefebvre 、1878年 - 1909年9月7日）はフランスのパイロットであり、いわゆる「飛行機」（グライダーや飛行船を除く）を自ら操縦して事故で死亡した最初のパイロットである。飛行機の事故で死亡した人物としては1908年にオーヴィル・ライトの操縦する飛行機に同乗していたトーマス・セルフリッジがいる。
フランスに作られたライト兄弟の会社のチーフ・パイロットとなり、1909年8月22日のランスで行なわれたゴードン・ベネット・カップ にフランスのパイロットとしてはルイ・ブレリオとともに出場した。ライト・フライヤーで参加したルフェーブルは予選では好成績をあげたが、レースではグレン・カーチスに敗れた。
レースの9日後、ジュビジーで飛行機のテスト中20ftの高さから墜落して死亡した。飛行機の事故で死亡した最初のパイロットとなった。